# Polydoros (søn af Kadmos)
 For alternative betydninger, se Polydoros. (Se også artikler, som begynder med Polydoros)
Polydoros var konge af Theben og far til Labdakos hvis ulykkelige slægt man kender fra den Thebanske sagnkreds. Han var søn af Kadmos og gudinden Harmonia
| Mytologi | Spire Denne artikel om mytologi er en spire som bør udbygges. Du er velkommen til at hjælpe Wikipedia ved at udvide den. |